# Kroger St. Jude International 1997 - Qualificazioni singolare
Le qualificazioni del singolare  del Kroger St. Jude International 1997 sono state un torneo di tennis preliminare per accedere alla fase finale della manifestazione. I vincitori dell'ultimo turno sono entrati di diritto nel tabellone principale. In caso di ritiro di uno o più giocatori aventi diritto a questi sono subentrati i lucky loser, ossia i giocatori che hanno perso nell'ultimo turno ma che avevano una classifica più alta rispetto agli altri partecipanti che avevano comunque perso nel turno finale.
Le qualificazioni del torneo Kroger St. Jude International 1997 prevedevano 24 partecipanti di cui 6 sono entrati nel tabellone principale.

## Teste di serie
1. Nicolás Lapentti (ultimo turno)
2. Nicolás Pereira (ultimo turno)
3. Doug Flach (ultimo turno)
4. Justin Gimelstob (Qualificato)
5. Steve Bryan (Qualificato)
6. Luis Morejon (ultimo turno)

1. Jean-Philippe Fleurian (ultimo turno)
2. Bryan Shelton (Qualificato)
3. Mark Merklein (ultimo turno)
4. Jim Grabb (Qualificato)
5. Jan-Michael Gambill (Qualificato)
6. Vaughan Snyman (primo turno)

## Qualificati
1. Johan Hede
2. Jan-Michael Gambill
3. Jim Grabb

1. Justin Gimelstob
2. Steve Bryan
3. Bryan Shelton

## Tabellone

### Legenda
| - Q = Qualificato - WC = Wild card - LL = Lucky loser | - ALT = Alternate - SE = Special Exempt - PR = Protected Ranking | - w/o = Walkover - r = Ritirato - d = Squalificato |

### Sezione 1
|  | Primo turno | Primo turno      | Primo turno      | Primo turno | Primo turno |  |  | Ultimo turno | Ultimo turno     | Ultimo turno     | Ultimo turno | Ultimo turno |  |
|  |             |                  |                  |             |             |  |  |              |                  |                  |              |              |  |
|  | 1           | Nicolás Lapentti | Nicolás Lapentti | 6           | 6           |  |  |              |                  |                  |              |              |  |
|  |             | Martin Sjoqvist  | Martin Sjoqvist  | 4           | 2           |  |  | 1            | Nicolás Lapentti | Nicolás Lapentti | 5            | 4            |  |
|  |             | Johan Hede       | Johan Hede       | 6           | 6           |  |  |              | Johan Hede       | Johan Hede       | 7            | 6            |  |
|  | 12          | Vaughan Snyman   | Vaughan Snyman   | 3           | 3           |  |  |              |                  |                  |              |              |  |

### Sezione 2
|  | Primo turno | Primo turno         | Primo turno         | Primo turno | Primo turno |  |  | Ultimo turno | Ultimo turno        | Ultimo turno | Ultimo turno | Ultimo turno |  |
|  |             |                     |                     |             |             |  |  |              |                     |              |              |              |  |
|  | 2           | Nicolás Pereira     | Nicolás Pereira     | 6           | 6           |  |  |              |                     |              |              |              |  |
|  |             | Keith Evans         | Keith Evans         | 1           | 2           |  |  | 2            | Nicolás Pereira     | 3            | 6            | 3            |  |
|  | 11          | Jan-Michael Gambill | Jan-Michael Gambill | 6           | 6           |  |  | 11           | Jan-Michael Gambill | 6            | 4            | 6            |  |
|  |             | Chris Groer         | Chris Groer         | 4           | 3           |  |  |              |                     |              |              |              |  |

### Sezione 3
|  | Primo turno | Primo turno    | Primo turno    | Primo turno | Primo turno |  |  | Ultimo turno | Ultimo turno | Ultimo turno | Ultimo turno | Ultimo turno |  |
|  |             |                |                |             |             |  |  |              |              |              |              |              |  |
|  | 3           | Doug Flach     | Doug Flach     | 6           | 6           |  |  |              |              |              |              |              |  |
|  |             | Anders Stenman | Anders Stenman | 2           | 4           |  |  | 3            | Doug Flach   | Doug Flach   | 6            | 6            |  |
|  | 10          | Jim Grabb      | Jim Grabb      | 7           | 6           |  |  | 10           | Jim Grabb    | Jim Grabb    | 7            | 7            |  |
|  |             | Grant Connell  | Grant Connell  | 6           | 3           |  |  |              |              |              |              |              |  |

### Sezione 4
|  | Primo turno | Primo turno          | Primo turno   | Primo turno | Primo turno |  |  | Ultimo turno | Ultimo turno     | Ultimo turno     | Ultimo turno | Ultimo turno |  |
|  |             |                      |               |             |             |  |  |              |                  |                  |              |              |  |
|  | 4           | Justin Gimelstob     | 6             | 3           | 6           |  |  |              |                  |                  |              |              |  |
|  |             | Sébastien de Chaunac | 3             | 6           | 3           |  |  | 4            | Justin Gimelstob | Justin Gimelstob | 6            | 6            |  |
|  | 9           | Mark Merklein        | Mark Merklein | 6           | 6           |  |  | 9            | Mark Merklein    | Mark Merklein    | 3            | 4            |  |
|  |             | Jérôme Potier        | Jérôme Potier | 4           | 2           |  |  |              |                  |                  |              |              |  |

### Sezione 5
|  | Primo turno | Primo turno            | Primo turno            | Primo turno | Primo turno |  |  | Ultimo turno | Ultimo turno           | Ultimo turno           | Ultimo turno           | Ultimo turno |  |
|  |             |                        |                        |             |             |  |  |              |                        |                        |                        |              |  |
|  | 5           | Steve Bryan            | Steve Bryan            | 6           | 6           |  |  |              |                        |                        |                        |              |  |
|  |             | Dave Randall           | Dave Randall           | 1           | 2           |  |  | 5            | Steve Bryan            | Steve Bryan            | Steve Bryan            | W-O          |  |
|  | 7           | Jean-Philippe Fleurian | Jean-Philippe Fleurian | 6           | 6           |  |  | 7            | Jean-Philippe Fleurian | Jean-Philippe Fleurian | Jean-Philippe Fleurian |              |  |
|  |             | Kent Kinnear           | Kent Kinnear           | 0           | 4           |  |  |              |                        |                        |                        |              |  |

### Sezione 6
|  | Primo turno | Primo turno         | Primo turno       | Primo turno | Primo turno |  |  | Ultimo turno | Ultimo turno  | Ultimo turno  | Ultimo turno | Ultimo turno |  |
|  |             |                     |                   |             |             |  |  |              |               |               |              |              |  |
|  | 6           | Luis Morejon        | 3                 | 6           | 6           |  |  |              |               |               |              |              |  |
|  |             | Mashiska Washington | 6                 | 2           | 4           |  |  | 6            | Luis Morejon  | Luis Morejon  | 5            | 2            |  |
|  | 8           | Bryan Shelton       | Bryan Shelton     | 6           | 7           |  |  | 8            | Bryan Shelton | Bryan Shelton | 7            | 6            |  |
|  |             | Donavan September   | Donavan September | 3           | 6           |  |  |              |               |               |              |              |  |